# Nichtionisierende Strahlung

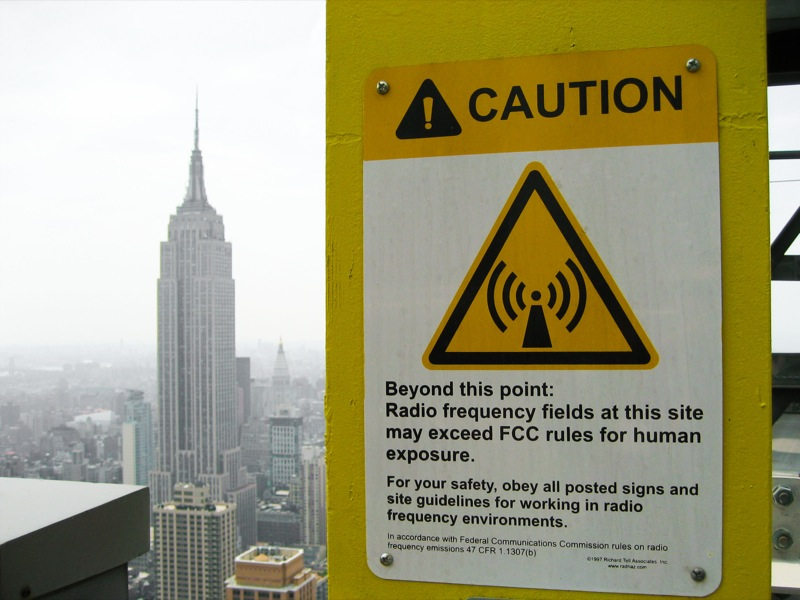
Warnschild vor nicht ionisierender Strahlung im Bereich einer Sendeanlage auf dem Dach eines Hochhauses in New York

Warnzeichen nach DIN EN ISO 7010

Nichtionisierende Strahlung sind diejenigen elektromagnetischen Wellen, deren Energie nicht ausreicht, um andere Atome zu ionisieren, da die Energiemenge der Photonen unter den meisten Bindungsenergien liegt. Dazu zählen insbesondere technisch genutzte Frequenzen im Bereich der Radiowellen und Mikrowellen sowie der größte Teil des sichtbaren Lichtes.
Die Wirkungen auf biologische und stark wasserhaltige Substanzen sind thermischer Art, die Wirkung nichtionisierender Strahlung ist mit der Erwärmung in einem Mikrowellenherd vergleichbar. Bei elektrisch gut leitfähigen Strukturen, beispielsweise einer Leiterplatte, können bei hohen Strahlungswerten zwischen einzelnen Leiterbahnen hohe Spannungen entstehen und elektronische Geräte in ihrer Funktion gestört werden oder ausfallen. Dieser Umstand ist insbesondere bei lebenswichtigen elektronischen Geräten wie Herzschrittmachern zu beachten.

## Abgrenzung
Photonen mit einer Energie unter rund 3 eV gelten als nichtionisierend, da diese Energie kleiner als die typischen Bindungsenergien sind, welche im Bereich von 3 eV bis 7 eV liegen. Moleküle, die durch Strahlung unter 3 eV zerstört werden, können bei Zimmertemperatur nicht existieren. Sie werden durch die thermische Anregung zerstört.
Zu der nichtionisierenden Strahlung werden elektromagnetische Wellen im Frequenzbereich unter 750 THz, entsprechend einer Wellenlänge von mehr als 400 nm gezählt. Der Zusammenhang zwischen Energie und der Frequenz ergibt sich mit der Planck-Konstante.
Zu der nichtionisierenden Strahlung zählt im oberen Bereich Infrarotstrahlung und im Grenzbereich zur ionisierenden Strahlung sichtbares Licht mit Wellenlängen von 400 nm bis 780 nm. Ab 100 nm wird die gesetzlich Grenze der nichtionisierenden Strahlung gezogen. UV-Strahlung fällt, auch wenn der Wellenlängenbereich von UV geteilt wird, noch in den Teilbereich der nichtionisierenden Strahlung.

## Gesetzeslage

### Deutschland
Am 29. Juli 2009 beschloss der Deutsche Bundestag das „Gesetz zum Schutz vor nichtionisierender Strahlung bei der Anwendung am Menschen“ (NiSG) das am 1. März 2010 erstmals in Kraft trat (BGBl. I S. 2433, zuletzt geändert durch Artikel 4 des Gesetzes vom 8. April 2013 (BGBl. I Nr. 17, S. 734)). Eine konkrete Folge daraus ist u. a., dass seit dem 4. August 2009 Minderjährigen die Benutzung von Solarien nach Maßgabe des § 4 NiSG untersagt ist. Eine dagegen gerichtete Verfassungsbeschwerde wurde mit Beschluss des Bundesverfassungsgerichtes vom 21. Dezember 2011, Az. 1 BvR 2007/10, nach § 93a Abs. 2 BVerfGG verworfen. Die Verordnung zum Schutz vor schädlichen Wirkungen nichtionisierender Strahlung bei der Anwendung beim Menschen (NiSV) wurde 2018 auf Basis des NiSG erlassen und trat am 31. Dezember 2020 in Kraft. Ab diesem Zeitpunkt gilt auch der Arztvorbehalt für bestimmte Anwendungen. Die Anforderung der Fachkunde trat am 31. Dezember 2022 in Kraft.

### Österreich
Die österreichische Verordnung über den Schutz der Arbeitnehmer vor der Einwirkung durch optische Strahlung deckt den Arbeitnehmerschutz bei optischer Strahlung in Österreich und stellt die österreichische Umsetzung der EU-Richtlinie 2006/25/EG dar.

### Schweiz
Die Schweizer Verordnung über den Schutz vor nichtionisierender Strahlung (NISV) vom 23. Dezember 1999 soll Menschen vor schädlicher oder lästiger nichtionisierender Strahlung schützen. Sie regelt die Begrenzung von Emissionen ortsfester Anlagen im Frequenzbereich von 0 bis 300 GHz, die Ermittlung und Bewertung der Immissionen von Strahlung sowie die Anforderungen an die Ausscheidung von Bauzonen.